# Forschungsnetzwerk Sprache und Wissen
Im Forschungsnetzwerk Sprache und Wissen –  Probleme öffentlicher und professioneller Kommunikation kooperieren internationale Sprachwissenschaftler sowohl untereinander als auch mit Vertretern nicht-linguistischer Wissensdomänen. Das Forschungsnetzwerk wurde im Oktober 2005 gegründet. Eine vorherrschende Forschungsmethode innerhalb des Netzwerks ist die (linguistische) Diskursanalyse gesprochener und geschriebener Kommunikationsformen.

## Grundlagen und Ziele
Das übergeordnete Ziel des Forschungsnetzwerkes ist es, die Entstehung und Formung gesellschaftlich relevanter Wissensbestände durch sprachliche Mittel näher zu untersuchen und angemessene Beschreibungsmöglichkeiten der Faktizitätsherstellung zu finden.
Das Wissen über Aspekte gesamtgesellschaftlich relevanter Themen (wie z. B. „Semantische Kämpfe in den Wissenschaften“, „Krisen“, „Selbsttäuschung“, „Sterbehilfe“ etc.) wird durch die sprachliche Darstellung in unterschiedlichen Formen (z. B. in Fachtexten, Pressetexten, Online-Foren) geprägt und (vorübergehend) gefestigt.
Zusammenhänge zwischen Sprachgebrauch und der Herstellung von Sachverhalten stehen im Mittelpunkt der Untersuchungen. Gerade auch Unterschiede im Sprachgebrauch auf verschiedenen Ebenen der Fachlichkeit geben dabei z. B. Auskunft darüber, wie differenziert Sachverhalte konstituiert werden. Dieser Blickwinkel ist insofern besonders relevant, als dadurch auch Probleme fachspezifischer und professioneller Kommunikation sowie „veröffentlichter“ und öffentlicher Kommunikation über Fachwissen aus sprachlicher Sicht analysiert werden können.
Entsprechend ist es das zentrale Erkenntnisziel des Forschungsnetzwerks, die Dynamik der jeweiligen Wissens- und Diskursordnungen  sowie die kontroverse Aushandlung und Rechtfertigung von Faktizität und normativen Geltungsansprüchen in Wissensdomänen zu rekonstruieren und zu analysieren.

## Arbeitsgebiete
Die oben beschriebenen sprachlichen Phänomene stellen sich in diversen Wissensgebieten völlig unterschiedlich dar und müssen verschieden erfasst werden. Der Kern des Forschungsnetzwerks besteht daher aus Wissensdomänen, in denen fachsprachlich versierte Linguisten mit sprachlich interessierten Fachleuten der Wissensdomänen eng zusammenarbeiten. Die Grundannahme der erkenntnisformenden Kraft natürlichsprachlicher Zeichen und ihrer Verknüpfung wird im Forschungsnetzwerk »Sprache und Wissen« an verschiedenen Themengebieten exemplarisch spezifiziert, um so den unterschiedlichen Charakteristika der Wissensgebiete eher gerecht werden zu können.
Die folgenden Wissensdomänen sind im Forschungsnetzwerk vertreten:
- Medizin und Gesundheitswesen (siehe "Handbuch Sprache in der Medizin", HSW 11)
- Wirtschaft (siehe "Handbuch Sprache in der Wirtschaft", HSW 13)
- Unternehmen und Organisation (siehe "Handbuch Sprache in Organisationen", HSW 14)
- Architektur und Stadt (siehe "Handbuch Sprache im urbanen Raum", HSW 20)
- Geschichte – Politik – Gesellschaft (siehe "Handbuch Sprache in Politik und Gesellschaft", HSW 19 und "Handbuch Sprache in der Geschichte", HSW 8)
- Natur – Literatur – Kultur (siehe "Handbuch Sprache in der Literatur", HSW 17)
- Naturwissenschaft und Technik (siehe "Handbuch Sprache in Mathematik, Naturwissenschaft und Technik", HSW 15)
- Recht (siehe "Handbuch Sprache im Recht", HSW 12)
- Kunst – Kunstbetrieb – Kunstgeschichte (siehe "Handbuch Sprache in der Kunstkommunikation", HSW 16)
- Bildung und Schule (siehe "Handbuch Sprache in der Bildung", HSW 21)
- Religion (siehe "Handbuch Sprache und Religion", HSW 18)
- Mathematik (siehe "Handbuch Sprache in Mathematik, Naturwissenschaft und Technik", HSW 15)
- Deutsche Sprache (siehe "Handbuch Sprache und Wissen", HSW 1, "Handbuch Sprache im Urteil der Öffentlichkeit"), HSW 10

## Aktivitäten des Netzwerks
Das Netzwerk richtet seit 2005 jährliche Tagungen aus, die sich aktuellen Forschungsfragen stellen. So nahm die Jahrestagung 2015 beispielsweise eine aktuelle Wissenschaftsdebatte zum Anlass, die Frage „Wirklichkeit oder Konstruktion? Sprachtheoretische und interdisziplinäre Aspekte einer brisanten Alternative“ interdisziplinär mit Vertretern der Sprachwissenschaft, Philosophie, Medienwissenschaft, Soziologie, Theologie und Rechtswissenschaft zu diskutieren. Aus der Tagung ging unter anderem der frei zugängliche Sammelband  "Wirklichkeit oder Konstruktion?" hervor. In gleicher Form widmete sich die Jahrestagung 2018 dem Zusammenhang von "Sprache und Angst". Die Jahrestagung 2019 wird den Themenkomplex "Natur – Kultur – Mensch" behandeln. Zu den Jahrestagungen laden die Netzwerkmitglieder gezielt prominente Vertreter anderer Disziplinen ein, um den interdisziplinären Austausch zu fördern.

## Publikationen des Netzwerks

### Handbücher Sprachwissen (HSW)
Seit 2015 publiziert das Forschungsnetzwerk sukzessive eine 21 Bände umfassende Reihe mit dem Titel "Handbücher Sprachwissen (HSW)", die Wissen über sprachliche Zusammenhänge in den verschiedenen Wissensdomänen in prägnanter und übersichtlicher Form vermitteln möchte. Die Reihe thematisiert systematisch gemäß den 13 eingerichteten Wissensdomänen (s. o.) die Relevanz der sprachlich gebundenen Faktizitätsherstellung in einschlägigen gesellschaftlichen Handlungsfeldern und legt damit die Macht des Deklarativen offen.

### Reihe "Sprache und Wissen"
Das Forschungsnetzwerk verfügt mit der Reihe „Sprache und Wissen“ (SuW) über eine Publikationsplattform beim de Gruyter Verlag in Berlin und Boston, die vom Initiator des Forschungsnetzwerks, Ekkehard Felder (Heidelberg), herausgegeben wird. Dort erscheinen neben Dissertationen und Habilitationsschriften auch profilierte Sammelbände des Netzwerks oder aus anderen Wissenschaftszirkeln.